# Ranfurly Point
Il Ranfurly Point è un basso pinnacolo roccioso antartico, che marca la convergenza tra il Ghiacciaio Beardmore e il Ghiacciaio Keltie, all'estremità settentrionale del Supporters Range, catena montuosa che fa parte dei Monti della Regina Maud, in Antartide. 
La denominazione fu assegnata da D.B. Rainey, cartografo del Department of Lands and Survey della Nuova Zelanda, in onore di Uchter Knox, V conte di Ranfurly (1856-1933), governatore della Nuova Zelanda dal 1897 al 1904.